# Os Borges (álbum)
Os Borges é um disco lançado em 1980 pela família de músicos Borges, muito conhecida em Belo Horizonte.

## História
Os Borges nasceu de um projeto especial que reuniu toda a família dos Borges, com quatro convidados: Milton Nascimento, Elis Regina, Gonzaguinha e Chico Lessa. Através da capa, é mostrado o quarto dos meninos da família, com violões pelo chão e pôsteres pela parede.

## Faixas
| N.º | Título                   | Compositor(es)              | Duração |  |
| 1.  | "Em Família"             | Márcio Borges, Yé Borges    | 4:08    |  |
| 2.  | "Carona"                 | Marilton Borges             | 2:53    |  |
| 3.  | "Voa, Bicho"             | Márcio Borges, Telo Borges  | 3:50    |  |
| 4.  | "Um Sonho Na Correnteza" | Márcio Borges, Yé Borges    | 3:08    |  |
| 5.  | "Ainda"                  | Márcio Borges, Telo Borges  | 3:29    |  |
| 6.  | "O Sapo"                 | Tradicional                 | 2:20    |  |
| 7.  | "Eu Sou Como Você É"     | Lô Borges                   | 3:41    |  |
| 8.  | "Outro Cais"             | Duca Leal, Marilton Borges  | 2:03    |  |
| 9.  | "No Tom De Sempre"       | Márcio Borges , Chico Lessa | 3:57    |  |
| 10. | "Qualquer Caminho"       | Márcio Borges               | 3:17    |  |
| 11. | "Daniel"                 | Nico Borges, Solange Borges | 3:17    |  |
| 12. | "Pros Meninos"           | Duca Leal, Nico Borges      | 4:38    |  |